# Saint-Priest-la-Roche
Saint-Priest-la-Roche là một xã trong tỉnh Loire miền trung nước Pháp.